# 卢小娟
卢小娟（1988年5月7日—），即客家仙子，福建客家人，因网络宣传客家文化和汉文化，其古典的外表被誉为第一古典美女-客家仙子。2008年7月成为世界文化遗产客家土楼代言人，致力于宣传客家文化，2010年6月推出双语（客家话、普通话）音乐专辑《客家仙子》。

## 简介
卢小娟父亲是福建客家人，母亲来自广东梅州，从小深受客家文化熏陶，擅长古筝、舞蹈、书法、绘画。因在网络上宣传客家文化和汉文化被网友赞其为网络第一古典美女。她在多个大型网站上开设博客宣传客家文化，张贴客家的土楼照、自己穿汉服的照片以及其它的古装照，还上传客家歌曲，引起诸多网友的追捧，冠以客家仙子之名，其粉丝自称为仙人掌。有业内人士指出她走红的三大因素：美丽的古装照、甜美单纯的歌声、极富内涵的文字。
2007年8月，卢小娟受邀拍摄电影《坠落凡间的仙子》，2008年7月成为世界文化遗产客家土楼代言人同时被称为守护客家文化的精灵，并代表客家土楼出席第22届的世界客属恳请大会。2010年6月进军歌坛，推出了音乐专辑《客家仙子》。她亦在多部影视剧中扮演角色。

## 作品

### 影视
2011年
- 《武则天秘史》 饰 丹阳公主
- 《后宫》 饰 王掌衣

### 音乐
2010年
- 音乐专辑《客家仙子》
  - 歌曲：客家风云、天下客家是一家、土楼情、喜欢、妈妈我回来了、记忆、客家儿女祝福祖国、打动我的心、带我回家、守在你身边

## 奖项
- 2007年 赳客电影最佳女主角奖
- 2007年 百度十大网络红人
- 2008年 世界文化遗产客家土楼的形象大使
- 2010年 腾讯十大网络红人
- 2010年 受日本TBS以客家文化和土楼代言人身份代表向日本观众介绍客家文化

## 相关链接
- 客家仙子
- 卢小娟官网